# Ithaa
Ithaa (Divehi voor parelmoer) is een restaurant op het eiland Rangali in het Alif Dhaal-atol op de Malediven, dat vijf meter diep onder water ligt.
Het restaurant van vijf bij negen meter heeft een capaciteit voor 14 personen en werd geconstrueerd in PMMA met een transparant dak met een panoramisch zicht van 270° onder water. Het werd ontworpen en gebouwd door M.J. Murphy Ltd, een ontwerpadviesbureau gevestigd in Nieuw-Zeeland en geopend in april 2005. Het restaurant omschrijft zichzelf als 's werelds eerste onderwaterrestaurant. Het eten in het restaurant wordt omschreven als hedendaags Europees met Aziatische invloeden.
Het restaurant is bereikbaar via een wenteltrap in een paviljoen aan het einde van een steiger. Het restaurant wordt ook gebruikt voor privéfeesten en bruiloften. Om het vijfjarig jubileum van Ithaa te vieren, kon het restaurant van april 2010 tot april 2011 als een overnachting worden geboekt.
De tsunami die volgde op de aardbeving in de Indische Oceaan in 2004 bleef circa 30 centimeter onder de trapingang waardoor geen schade werd veroorzaakt aan het restaurant.

## Constructie
MJ Murphy Ltd. werd in februari 2004 door de Crown Company benaderd om een uniek onderwaterrestaurant te maken. De Crown Company, eigenaar van Rangali, verhuurt het eiland aan Conrad Maldives Rangali Island (voorheen bekend als Hilton Maldives Rangali Island Resort & Spa), behorende tot de hotelketen Conrad Hotels.
Murphy was aanvankelijk van plan om de structuur op het strand van Rangali te bouwen maar uiteindelijk werd besloten de Ithaa in Singapore te bouwen. De 175 ton wegende constructie werd op 1 november 2004 per zeeschip naar de Malediven vervoerd en op 19 november met behulp van 85 ton zandballast in het water gezonken.
Het Conrad Maldives Rangali Island-complex omvat een hotel, zeven restaurants, inclusief Ithaa, en twee privéstranden op Rangali en Rangalifinolhu, verbonden met een vijfhonderd meter lange steiger.